# Christian Frederik Bredo Grandjean
Christian Frederik Bredo Grandjean (24. februar 1811 på Spanager i Ejby Sogn – 29. september 1877) var en dansk konditor.

## Baggrund
Han var søn af forpagter August Grandjean og Anne Marie Grandjean (født Müller). Grandjean-slægten stammer efter traditionen fra omegnen af Lyon og Augustinus Grandjean (ca. 1640-1714) kom her til landet på Christian V's tid (1685), hvor han står anført som kvartermester ved oberst Rabes Rytterregiment.

## Karriere
Christian Frederik Bredo Grandjean blev sat i konditorlære af sin fader, først hos Josty på Frederiksberg og senere hos konditor Otto, og tog borgerskab 1839. Han etablerede sig først i Ankers Gård på Brogade på Christianshavn, men overtog i 1841 konditoriet i Collins Gård i Bredgade, hvor han indrettede sig med bolig på første sal og drev sit populære konditori. Her kom mange af tidens store personligheder; øjensynligt også pga. husets ejer Jonas Collin, der som direktør for Det Kongelige Teater tiltrak en kulturelite til adressen – herunder H.C. Andersen, Anton Melbye og Johan Christian Ryge.
Grandjean var endvidere fra 1843 til 1845 forpagter af Divan 2 i Tivoli og sammen med Georg Carstensen ophavsmand til Tivolis ishus. Han havde også en buffet i det populære teater Casino.
Årene op til Grundlovens vedtagelse i 1849 var præget af politisk uro. Orla Lehmann var en af tidens populære politikere, der vandt stor folkelig opbakning, da han blev fængslet for sine frihedstanker. Grandjean fik den gode ide at lave en slags store hindbærbolsjer, som han pakkede ind i et billede af Orla Lehmann. Han kaldte dem ”Orla Lehmann drops”, og de gik som varmt brød.

## Ejendomme
Konditor Grandjean grundlagde en formue på salget og kunne i 1852 købe den Collinske gård.
Hurtigt efter overtagelsen planlagde Grandjean, at den gamle gård skulle rives ned for at give plads til det hus, som står der i dag. Planerne var dog ikke bare sådan at føre ud i livet og blev oprindeligt mødt med protester fra H.C. Andersen, som i mange år havde haft sin gang i ejendommen. Den gamle gård var imidlertid så forfalden, at alle forstod, at den ikke stod til at redde.
Den nye ejendom – Grandjeans Gård – blev til, da Grandjean sammen med arkitekten Christian Tybjerg 1853-54 rejste ejendommen, som vi kender den i dag: Et stort imposant hus, der arkitektonisk fremstår i den for Danmark sjældne, rene schinkelske senklassicistiske stil. Ejendommen markerer sammen med Thotts Palæ og Kanneworffs Hus en tydelig indgang til Frederiksstaden. Ejendommen har været fredet siden 1959.
En kort overgang ejede Grandjean landstedet Urbanslyst, senere Tulstrupslund, ved Fredensborg.
Christian Frederik Bredo Grandjean var gift med Karen Caroline Toxværd (1810-1899) og fik tre sønner. Den ene døde som spæd; de to andre var Harald Frederik Grandjean og Axel Grandjean.